# Sophie von Kessel
Sophie von Kessel, née à Mexico le 12 octobre 1968, est une actrice allemande. 

## Biographie
Sophie von Kessel, fille de diplomate, a vécu au Mexique, en Amérique latine, en Finlande, en Autriche et aux États-Unis. Elle a étudié au Max Reinhardt Seminar à Vienne et une année à la Juilliard School à New York ainsi qu'avec Uta Hagen à Berlin. De 1997 à 2001, elle était membre d'ensemble des jeux de chambre de Munich. En 1999 elle a reçu le prix de promotion de la république de Bavière pour les jeunes artistes.
Sophie von Kessel a de nombreuses années fait partie de la troupe de Dieter Dorn (de) à Munich, où elle pouvait par sa présence sur scène démontrer sa capacité de changement. Au Bayerisches Staatsschauspiel à Munich, elle a joué avec Juliane Köhler dans Trois versions de la vie de Yasmina Reza.
Elle a participé à de nombreuses séries télévisées : dans Camino de Santiago, elle a joué en 1999 avec Charlton Heston ; dans la série télévisée française Frank Riva (2003), elle a joué le rôle principal féminin à côté d’Alain Delon. 
Sophie von Kessel vit à Munich avec l'acteur Stefan Hunstein et ses deux enfants.

## Filmographie
Cinéma
- 1994 : Affären
- 1994 : L'Anneau du Drachen
- 1994 : À des mains fidèles
- 1994 : Zone internationale
- 1995 : L'Amérique
- 1996 : Vieux amours, vieux péché
- 1999 : Les Garçons d'échantillon

Télévision
- 1994 : Desideria et le prince rebelle
- 1998 : Auch Männer brauchen Liebe
- 1999 : Camino de Santiago
- 2001 : Der Tanz mit dem Teufel - Die Entführung des Richard Oetker
- 2001 : Ein Yeti zum Verlieben
- 2002 : Les Enquêtes du professeur Capellari
- 2002 : Familienkreise
- 2003 : Affäre zu dritt
- 2003 : Le Dernier Témoin
- 2003 : Die Rückkehr des Vaters
- 2003-2004 : Frank Riva
- 2004 : Ein langer Abschied
- 2004 : Die Konferenz
- 2005 : Ich bin ein Berliner
- 2007 : Rudy, le héros des enfants, la terreur des parents !
- 2007 : Herr Bello
- 2007 : Tarragone, du paradis à l'enfer
- 2012 : Surtout ne dis rien (Davon willst du nichts wissen)
- 2020 : Une nuit pour convaincre (Das Verhör in der Nacht)

## Distinctions
- 1995 : DIVA-Award
- 1999 : prix de promotion national de la république de Bavière pour les jeunes artistes
- 2005 : prix de télévision de Hesse en tant que membre d'ensemble du film la conférence